# Henry Bradley (Politiker)
Henry Bradley (* um 1782; † 8. April 1825) war ein US-amerikanischer Politiker. Zwischen 1822 und 1824 war er Vizegouverneur des Bundesstaates South Carolina.

## Werdegang
Die Quellenlage über Henry Bradley ist relativ schlecht. Sein Geburtsdatum und sein Geburtsort sind nicht überliefert. Da er im Jahr 1825 im Alter von 43 Jahren starb, muss er um 1782 geboren sein. Sein beruflicher Werdegang ist ebenfalls unbekannt. Er war Mitglied der Miliz von South Carolina. Zum Zeitpunkt seines Todes bekleidete er dort den Rang eines Generalmajors. Dabei kommandierte er die 3. Division der Staatsmiliz. Politisch schloss er sich der einst von Thomas Jefferson gegründeten Demokratisch-Republikanischen Partei an. Im Jahr 1822 wurde er von der South Carolina General Assembly an der Seite von John Lyde Wilson zum Vizegouverneur seines Staates gewählt. Dieses Amt bekleidete er zwischen dem 7. Dezember 1822 und dem 3. Dezember 1824. Dabei war er Stellvertreter des Gouverneurs und Vorsitzender des Staatssenats. Er starb nur wenige Monate später am 8. April 1825 und wurde in Chester beigesetzt.